# Општина Ваља Станчулуј (Долж)
Ваља Станчулуј (рум. Valea Stanciului) општина је у Румунији у округу Долж.
Oпштина се налази на надморској висини од 76 m.